# Ardenna creatopus
La pardela patirrosa o fardela blanca (Ardenna creatopus) es una especie de ave procelariforme de la familia Procellariidae propia del Pacífico oriental. Esta ave marina anida únicamente en las islas Juan Fernández (isla Robinson Crusoe, y isla Santa Clara) y en la isla Mocha en Chile. Desde estas islas suele migrar hacia el norte para pasar el invierno (abril a noviembre) en las aguas al oeste de América del Norte y de Perú. No tiene subespecies reconocidas.